# Великі Кошарища
Великі Кошарища (раніше — Кошарища) — село в Україні, у Глибочицькій сільській територіальній громаді Житомирського району Житомирської області. Чисельність населення становить 510 осіб (2001). У 1923—54 роках — адміністративний центр колишньої Кошарищенської сільської ради.

## Населення
У другій половині 19 століття налічувалося 300 мешканців.
Наприкінці 19 століття кількість населення становила 323 особи, з них чоловіків — 151 та 172 жінки, дворів — 70.
Відповідно до результатів перепису населення СРСР, кількість населення, станом на 12 січня 1989 року, становила 590 осіб. Станом на 5 грудня 2001 року, відповідно до перепису населення України, кількість мешканців села становила 510 осіб.

### Мова
Розподіл населення за рідною мовою за даними перепису 2001 року:
| Мова       | Кількість | Відсоток |
| ---------- | --------- | -------- |
| російська  | 391       | 76.67%   |
| українська | 199       | 23.33%   |
| Усього     | 510       | 100%     |

## Історія
Згадується в люстрації Київського воєводства 1754 року, належало до Коростишева, сплачувало 1 злотих і 17 грошів до замку та 6 злотих і 8 грошів до скарбу.
У середині 19 століття — сільце Радомисльського повіту Київської губернії, на лівій стороні Тетерева, на прикордонні з Волинською губернією. У 1820 році населене розкольниками-безпопівцями, яких налічувалося 255 осіб; мали свій дім молитви. Православних — 44 особи обох статей. Входило до однієї з коростишівських парафій. Належало до коростишівського ключа.
Наприкінці 19 століття — власницьке сільце Коростишівської волості Радомисльського повіту Київської губернії. Відстань до повітового центру, м. Радомисль — 35 верст, до волосного центру, м. Коростишів, де розміщувалися також найближчі телеграфна, поштові казенна та земська станції — 10 верст, до найближчої залізничної станції Житомир — 18 верст, до найближчої пароплавної станції у Києві — 100 верст. Основним заняттям мешканців було рільництво. Село належало С. О. Хорашавіну. Був дім молитви старообрядців.
У 1923 році увійшло до складу новоствореної Кошарищенської сільської ради, яка, 7 березня 1923 року, включена до складу новоутвореного Коростишівського району Малинської округи, адміністративний центр ради. 11 серпня 1954 року, відповідно до указу Президії Верховної ради Української РСР «Про укрупнення сільських рад по Житомирській області», Кошарищенську сільську раду ліквідовано, село передане до складу Кмитівської сільської ради Коростишівського району Житомирської області. 11 січня 1960 року село підпорядковане Стрижівської сільської ради Коростишівського району. 28 червня 1997 року, відповідно до рішення Житомирської обласної ради «Про внесення змін в адміністративно-територіальний устрій окремих районів», село підпорядковане відновленій Кмитівській сільській раді Коростишівського району.
27 березня 2017 року село увійшло до складу Глибочицької сільської територіальної громади Житомирського району Житомирської області.

## Відомі люди
- Луференко Іван Йосипович (1919 —1943) — Герой Радянського Союзу[10]